# Archbishop (dinosaurio)

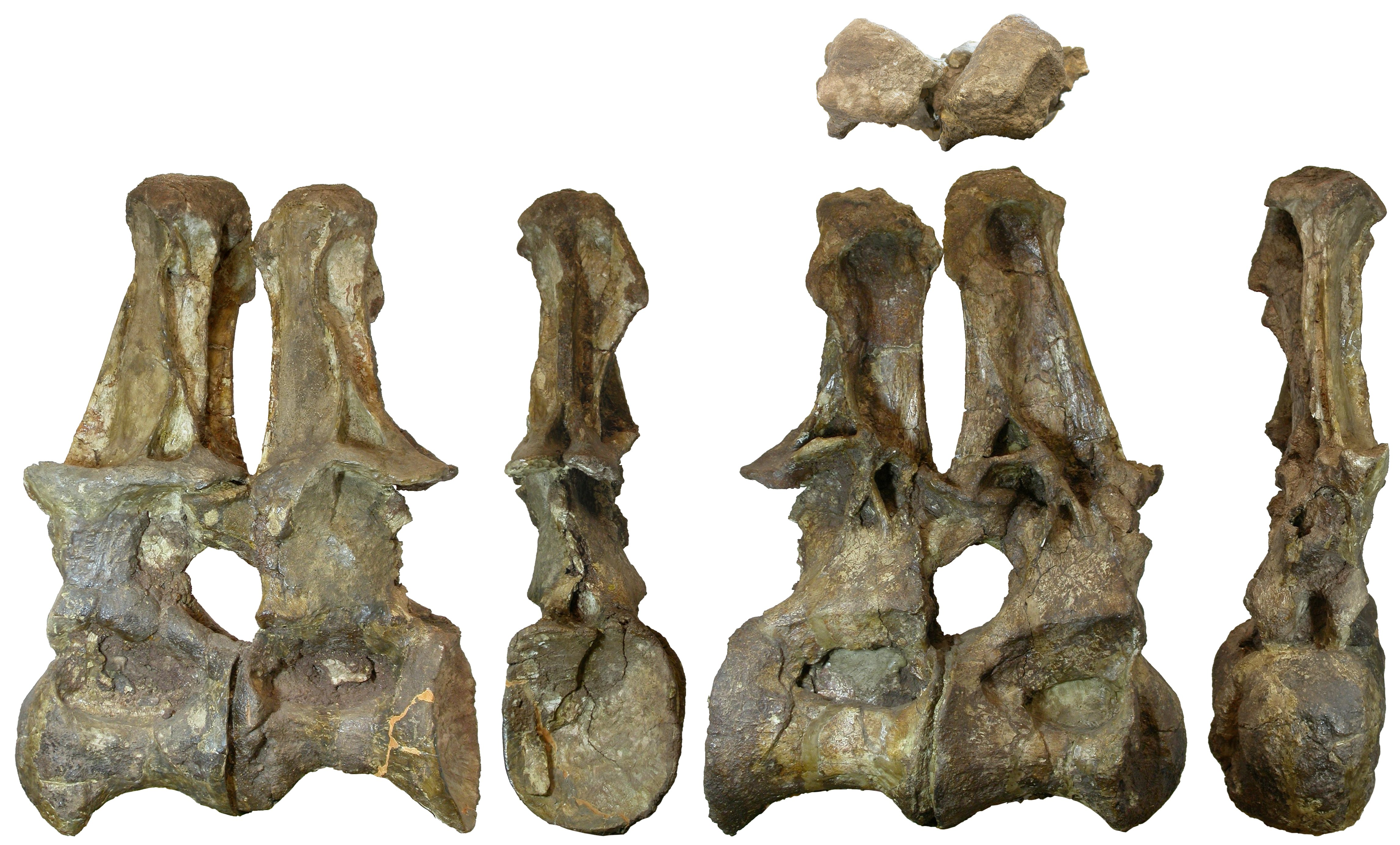
Vértebras de "The Archbishop" en múltiples vistas

"The Archbishop" es un dinosaurio saurópodo gigante similar a Brachiosaurus y Giraffatitan. Se ha considerado durante mucho tiempo un ejemplar de Giraffatitan brancai debido a que se encuentran en la misma formación en Tendaguru, Tanzania. Sin embargo, el "Archbishop" muestra diferencias significativas, incluyendo una morfología vertebral única y un cuello proporcionalmente más largo, que indica que es un género y especie diferente. Fue descubierto por Frederick Migeod en 1930.
"The Archbishop" es un apodo que funciona como un marcador de posición, ya que el espécimen actualmente no tiene nombre científico. El espécimen se encuentra actualmente en el Museo de Historia Natural de Londres, y con el tiempo será re-descrito por el Dr. Michael P. Taylor, de la Universidad de Bristol. En mayo del 2018, Taylor comenzó a trabajar en la descripción de "The Archbishop".